# Liberté chérie

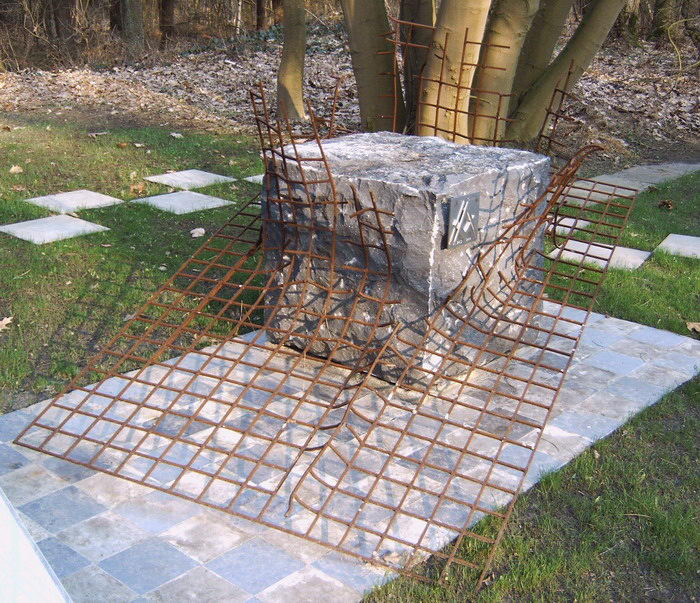
Minnesmärket i Esterwegen

Liberté chérie var en av få  frimurarloger som grundades i ett tyskt koncentrationsläger under andra världskriget.

## Logen

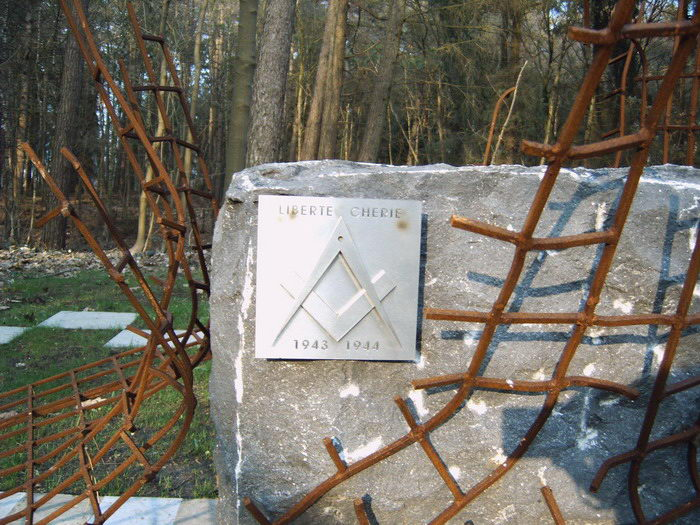
Närbild på minnesmärket

15 november 1943 bildade åtta belgiska frimurare och motståndsmän logen Loge Liberté chérie (ung. Logen av den Älskade Friheten) i Barack 6 i Emslandlager VII (Esterwegen). Namnet på logen hämtades från texten till Marseljäsen. 
De åtta ursprungliga medlemmarna i logen var Paul Hanson, Luc Somerhausen, Jean De Schrijver, Jean Sugg, Henri Story, Amédée Miclotte, Franz Rochat och Guy Hannecart. Senare recepierade de belgaren Fernand Erauw. 
Enligt Franz Bridoux, tidigare fånge i Esterwegens Barack 6, var logens grundläggare Rochat, Sugg, Hannecart, Hanson, Somerhausen, Degueldre och Miclotte. De Schrijver och Story kom inte till lägret förrän långt efter grundandet och var bara vanliga medlemmar.
Paul Hanson valdes till Ordförande Mästare. Bröderna möttes till logearbete runt ett bord i Barack 6, ett bord som vanligen användes för sortering av patronhylsor. En katolsk präst stod på vakt så att bröderna kunde hålla sina möten och för att skydda deras hemligheter.
Barack 6 användes för utländska Nacht und Nebel-fångar. Lägren i Emsland var ett antal läger vars historia speglas i en permanent utställning i dokumentations- och informationscentret Dokumentations- und Informationszentrum (DIZ) Emslandlager i Papenburg. Totalt byggde man 15 läger vid gränsen till Holland med den centrala administrationen förlagd till Papenburg.
Luc Somerhausen beskrev Erauws reception som varande enkla ceremonier. Dessa ceremonier, som de bönföll den katolske prästen om att inte röja, "...ägde rum vid ett av borden /.../ efter en mycket förenklad ritual - vars innehåll emellertid förklarades för recepienten; på det att han nu och framöver kunde delta i logens arbete". 
Fler än hundra personer bodde i Barack 6 och var inlåsta nästan dygnet runt, men med tillåtelse till att gå ut på en halvtimmes promenad under övervakning. Under dagen sorterade halva lägret patronhylsor och radiodelar. Den andra halvan fick arbeta på torvmossarna under förfärliga förhållanden. Matransonerna var så bristfälliga att fångarna i medeltal gick ner 4 kg per månad. 
Efter den första logesammankomsten och receptionen av dess första medlem arrangerades de kommande mötena efter olika tema. En sammankomst ägnades åt Hela Världens Store Byggmästare, ett annat "Belgiens frihet" och ytterligare ett "Kvinnans ställning inom frimureriet". Bara Somerhausen och Erauw överlevde fångenskapen och logen slutade arbeta i början av 1944.

## Logemedlemmarna

Emsland

- Paul Hanson förflyttades och omkom då de allierade bombade Essen 26 mars 1944, varvid det fängelse där Hansen satt träffades.
- Dr. Franz Rochat, apotekare och professor samt chef för ett viktigt farmaceutiskt laboratorium, föddes 10 mars 1908 i Saint-Gilles. Rochat tillhörde logen Les Amis Philanthropes, Loge No. 5 av den belgiska storlogen Grand Orient de Belgique. Han arbetade för underjordiska tidningar och motståndsrörelsens organ La Voix des Belges. Han arresterades 28 februari 1942, kom till Untermansfeld i april 1944 och avled där 6 april 1945.
- Jean Sugg föddes 8 september 1897 i Gent och var av schweizisk börd. Sugg tillhörde, i likhet med Rochat, logen Les Amis Philanthropes. Han samarbetade med Rochat för underjordiska tidningar, översatte tyska och schwiziska texter och bidrog till hemliga publikationer, till exempel La Libre Belgique, La Légion Noire, Le Petit Belge and L'Anti Boche. Han dog i koncentrationsläger 8 februari 1945.
- Amédée Miclotte var gymnasielärare. Han föddes 20 december 1902 i Lahamaide och tillhörde logen Union et Progrès. Han sågs senast 8 februari 1945 och var då i fångenskap.
- Jean De Schrijver var överste i belgiska armén. Han föddes 23 augusti 1893 i Aalst och var medlem av logen La Liberté i Gent. 2 september 1943 arresterades han och anklagades för spioneri och olaga vapeninnehav. Han dog i februari 1945.
- Henri Story föddes 27 november 1897 i Gent. Han tillhörde logen Le Septentrion i samma stad. Han dog 5 december 1944.
- Luc Somerhausen föddes 26 augusti 1903 i Hoeilaart. Han arbetade som journalist och arresterades i Bryssel 28 maj 1943. Somerhausen tillhörde logen ACSO III och var andre sekreterare i Grand Orient de Belgique. Han avled 1982.
- Fernand Erauw, assessor vid revisionen och reservofficer i infanteriet, föddes 29 januari 1914 i Wemmel. Han arresterades 4 augusti 1942 som medlem av motståndsrörelsen. Han flydde men arresterades igen 1943. Han avled 1997.
- Guy Hannecart, född 1903, var jurist och ledare för la Voix de Belges. Han var medlem av logen Les Amis Philanthropes N° 3 och dog 1945.

De överlevande Erauw och Somerhausen träffades igen 1944 i koncentrationslägret Sachsenhausen. Under våren 1945 var de med om dödsmarscher. Erauw var 184 cm lång och då han togs in på Saint Pierre-sjukhuset i Bryssel 21 maj 1945 vägde han 32 kg. I augusti 1945 skickade Somerhausen en detaljerad rapport till stormästaren för Grande Orient de Belgique i vilken han redogjorde för Liberté Chérie och dess historik.

## Minnesmärket
Lördag 13 november 2004 invigdes ett minnesmärke över Liberté Chérie och dess medlemmar. Minnesmärket, vilket restes av belgiska och tyska frimurare, hade ritats av arkitekten Jean de Salle. Minnesmärket är en del av minnesplatsen på kyrkogården i Esterwegen. I ett tal sade stormästaren i den belgiska avdelningen av Le Droit Humain, Wim Rutten:
"Vi har idag samlats här på kyrkogården i Esterwegen, inte för att sörja men för att öppet uttrycka den fria tanken /.../ Till minnet av våra bröder; mänskliga rättigheter skall aldrig glömmas."

### Översättning
Den här artikeln är helt eller delvis baserad på material från engelskspråkiga Wikipedia.